# Coleosoma matinikum
Coleosoma matinikum là một loài nhện trong họ Theridiidae.
Loài này thuộc chi Coleosoma. Coleosoma matinikum được Alberto Barrion & James A. Litsinger miêu tả năm 1995.